# I Feel
I Feel — шестой мини-альбом корейской гёрл-группы (G) I-DLE. Альбом был выпущен Cube Entertainment в цифровом виде 15 мая и физически на следующий день. Группа сохраняет свою репутацию «самопродюсирующейся» группы благодаря тому, что три участницы группы: Соён, Минни и Юци взяли на себя ведущую роль в производстве альбома.
Альбом передает послание о самоуважении и уверенности, обсуждая темы обретения уверенности в себе, любви, наслаждения и осознания себя взрослым, используя более легкий и комичный стиль, который имеет менее серьёзный оттенок по сравнению с предыдущими релизами группы. В звуковом плане группа экспериментирует с различными жанрами, такими как поп-рок, электропоп, поп-баллада и дрим-поп, причем её песни включают в себя минималистичный продакшн. Альбом был создан в стиле High Teen и оформлен в стиле Y2K. Это также отмечает состояние группы в мини-альбоме I Love.
I Feel получил в целом положительные отзывы от музыкальных критиков, которые высоко оценили запоминающуюся постановку, визуальные эффекты, менее серьёзный подход к тематике и творческий контроль участников над постановкой. В коммерческом плане альбом дебютировал на первом месте в чарте Circle Chart, продав более миллиона копий за первую неделю. Альбому также удалось попасть в первую сороку в Бельгии, Германии, Венгрии, Японии, Шотландии, Швеции, США и Великобритании.
В поддержку альбома был выпущен предварительный трек «Allergy», который достиг седьмого места в Billboard на Тайване и 18-го в цифровом чарте Circle. За этим последовал лид-сингл «Queencard», который занял третье место группы в указанном чарте. Для продвижения альбома группа отправилась в свое второе мировое турне «I Am Free-ty World Tour», которое прошло в июне 2023 года.

## Предыстория и релиз
18 апреля 2023 года Cube Entertainment объявила о возвращении группы 15 мая, выпустив видео-тизер, стиль которого напоминает трейлер сериала. В видео были показаны названия новых песен, а также титры. Объявление также сопровождалось концептуальным постером, на котором была изображена карта Козыря, с буквой «G», представляющей G в названии группы, выгравированной в верхнем левом углу постера вместо «Q», что означает «королева». Кроме того, такие фразы, как «Top 10» в правом верхнем углу и «(G)I-dle Original Series» внизу.
24 апреля группа выпустила трек-лист и тизер-видео, в котором «Queencard» была названа ведущим синглом. На следующий день группа опубликовала пять тизерных изображений «casting board». С 26 апреля по 4 мая группа выпустила серию тизеров и фотографий, рассказывающих историю, которая приняла форму «High Teen» и визуальных элементов в стиле Y2K на протяжении всех релизов.
9 мая 2023 года Cube загрузили пять индивидуальных фотографий-тизеров для каждой участницы группы в свои аккаунты в социальных сетях, подтверждая выход второго трека «Allergy» 10 мая. 11 мая был выпущен тизер «видео-интервью». Видео имело форму видео-комментария за кадром с фрагментами интервью группы об альбоме.

## Концепция и название
«I Feel» — это альбом, содержащий заявление (G)I-dle о том, что они будут любить себя такими, какие они есть, независимо от того, что они чувствуют, и что они хотят повысить самооценку слушателей.
Соён отметила в пресс-релизе альбома, что её вдохновил американский фильм 2018 года «Красотка на всю голову». При написании заглавного сингла «Queencard» Соён заявила, что хотела, чтобы альбом и заглавный сингл звучали как комедийный фильм, «который описывает повседневную жизнь тех, кому за 20, и их проблемы». Таким образом, группа приняла" новый вызов" популязировать альбом с помощью треков, «которые развиваются вокруг одной истории, в которой у каждого участника есть свой характер», в которой Соён играет роль «начинающей пчелиной матки» в то время как Миён пользуется влиянием в социальных сетях, Минни — тренер в спортзале, а Юци и Шухуа — популярные подружки.
Повествование начинается с музыкального клипа на предварительный релиз «Allergy», и история продолжается в музыкальном клипе на сингл «Queencard», где Соён понимает, что «истинная красота проистекает из уверенности в себе после того, как выясняется, что даже у пчелиной матки есть своя неуверенность и они сравнивают себя с другими». Визуально Соён черпает вдохновение из «high-teen» и Y2K во всех музыкальных клипах, обложках и тизерах альбомов.

## Музыка и текст
Альбом является в первую очередь поп-пластинкой и состоит из шести треков, которые сочетают в себе различные жанры, такие как поп-рок, электро-поп, поп-баллада и дрим-поп, с песнями, включающими в себя ньютро, рок, R&B и минималистичную продюсировку. Все треки были спродюсированы Соён, в то время как Минни и Юци были сокомпозиторами и авторами текстов для «Lucid», «Paradise», «All Night» и «Peter Pan» соответственно. Помимо участниц группы, в записи также приняли участие различные авторы песен и продюсеры, в том числе такие давние соавторы, как Pop Time, BreadBeat и Siixk Jun, с которыми группа работала над предыдущими песнями.

### Тема
По словам Чон Соён, тема «I Feel» вращается вокруг передачи послания о самоуважении и уверенности, последние две из которых являются повторяющимися темами в предыдущей работе группы. По сравнению с предыдущими релизами (G) I-DLE, которые были выдержаны в более серьёзном тоне, на этот раз группа хотела выразить задуманное послание "легким и комичным образом, наряду с мотивом фильма «Красотка на всю голову». В целом альбом обсуждает идею самооценки, которая меняется в зависимости от мыслей и эмоций человека. По словам Соён, альбом рассказывает историю, которая выражает повседневную жизнь и заботы людей старше 20 лет.

### Песни
Вступительный трек «Queencard» характеризуется «атмосферой ньютро», где текст песни рассказывает о человеке, который «осознает, что истинная красота проистекает из уверенности в себе после того, как обнаружил, что даже пчелиные матки имеют свою неуверенность и сравнивают себя с другими».
Второй трек, «Allergy», представляет собой поп-панковскую песню, текст которой выражает двойной смысл: желание любить себя и в то же время негодование из-за сравнения себя с другими.
Третий трек, «Lucid», является мечтательной песней, характеризующейся уникальной гармонией баса и органа. За ней следует четвёртый трек «All Night», поп песня, в основе которой «низкий», упругий бас с тяжелыми элементами рок-риффов. Текст песни вращается вокруг главной героини, которая хочет наслаждаться жизнью, пытаясь игнорировать взгляды других людей и наслаждаться ночью.
Пятый трек, «Paradise», представляет собой эмоциональную песню в стиле электро-поп, синтезатор и поп-баллада, построенную вокруг «запоминающегося» риффа на акустической гитаре и заводного ритма. Текст песни вращается вокруг того, чтобы утешить кого-то, кто устал от повседневной жизни и изо всех сил пытается «стать взрослым, определяемым обществом».
Заключительный трек, за которым следует «Peter Pan», представляет собой минималистичную песню построен вокруг «яркого» инструментала, включающего акустическую гитару, бренчание и отрывистые биты. Текст песни был описан как «остроумный», выражающий растерянность 20-летних, которые находятся в процессе выяснения своей взрослой жизни.

## Коммерческие показатели
В Южной Корее 14 мая количество предварительных заказов превысило миллион копий в связи с этим прогнозируется, что общие консолидированные продажи Cube Entertainment превысят их за первую половину 2023 года. В первую неделю альбом дебютировал на первом месте в чарте Circle тиражом более миллиона копий, достигнув одного из самых высоких начальных продаж Chodong в указанном чарте. В Соединенных Штатах альбом дебютировал на первой строчке в World Albums Charts, на седьмой строчке в Top Albums Sales и на 41 строчке в Billboard 200 с 18 000 эквивалентных альбомных единиц, включая 16 000 продаж альбомов.

## Трек-лист
| №                   | Название                | Текст песни         | Музыка                          | Arrangement                  | Длительность |
| ------------------- | ----------------------- | ------------------- | ------------------------------- | ---------------------------- | ------------ |
| 1.                  | «Queencard» (퀸카)      |                     |                                 | PopTime Daily Likey Чон Соён | 2:41         |
| 2.                  | «Allergy»               | Soyeon              | Soyeon PopTime Daily Likey Kako | PopTime Daily Likey Чон Соён | 2:42         |
| 3.                  | «Lucid»                 | Minnie Soyeon       | Minnie BreadBeat Sinkung        | BreadBeat Sinkung            | 2:55         |
| 4.                  | «All Night»             | Yuqi Wooseok        | Yuqi Siixk Jun                  | Siixk Jun                    | 2:26         |
| 5.                  | «Paradise»              | Minnie B.O Soyeon   | Minnie BreadBeat                | BreadBeat                    | 3:09         |
| 6.                  | «Peter Pan» (어린 어른) | Soyeon Yuqi         | Yuqi Siixk Jun Wooseok          | Siixk Jun                    | 3:10         |
| Общая длительность: | Общая длительность:     | Общая длительность: | Общая длительность:             | Общая длительность:          | 17:03        |

## Оформление и упаковка
Физический альбом был выпущен в трех версиях с тремя концепциями: Queen, Butterfly и Cat. В версии Queen (G)I-dle продемонстрировала «надменный взгляд и элегантное выражение лица», при этом участницы смотрели в камеру. В указанной версии пятеро участниц показаны одетыми в розовые наряды и сияющие диадемы. В версии Butterfly группу охватила «мечтательная атмосфера», в которой каждая участница носила крылья бабочки поверх белого платья. В версии Cat (G)I-dle излучали шикарное выражение лица и таинственную атмосферу, а группа демонстрировала свою «сильную химию», лежа на кровати и «наслаждаясь» своим досугом.
EP поставляется с CD, текстом песни, буклетом, фотокарточкой, полароидом, мини-постером и наклейкой с татуировкой, удостоверением личности и постером, которые доступны только по предварительному заказу. Эксклюзивные версии Target будут содержать дополнительную мини-фотокнигу и фотокарточку. Альбом также вышел в футлярах для драгоценностей, и будет пять версий, охватывающих всех пятерых участников группы.

## Продвижение
После выхода альбома, (G) I-DLE выпустила два эпизода из серии «We Spotlight», исключительно на Melon, выпущенный через «Melon Spotlight», который состоится 15 и 16 мая соответственно. Серия предназначена для обсуждения, представления альбома и истории, стоящей за каждой песней. В тот же день группа также провела концертное мероприятие в Chosun Palace Gangnam, Каннам-гу под названием «productio presentation», на котором были представлены альбом и его песни, включая «Queencard».